# Pietrastornina
Pietrastornina – miejscowość i gmina we Włoszech, w regionie Kampania, w prowincji Avellino.
Według danych na 1 stycznia 2022 roku gminę zamieszkiwało 1447 osób (733 mężczyzn i 714 kobiet).